# Osbeckia capitata
Osbeckia capitata là một loài thực vật có hoa trong họ Mua. Loài này được Benth. ex Naudin mô tả khoa học đầu tiên năm 1850.